# The Newsroom
The Newsroom ist eine US-amerikanische Fernsehserie von Oscarpreisträger Aaron Sorkin, die von 2011 bis 2014 in Los Angeles, Kalifornien, produziert wurde. Die Serie zeigt den Alltag der Nachrichtenredaktion eines fiktiven Kabelsenders. Die Erstausstrahlung in den Vereinigten Staaten fand am 24. Juni 2012 bei HBO statt, während die deutschsprachige Erstausstrahlung seit dem 22. November 2012 bei Sky Atlantic HD gezeigt wird.

## Handlung
Will McAvoy ist Nachrichtensprecher und Gesicht des Kabelsenders ACN Networks. Nachdem sein Ausführender Produzent mit dem Großteil seiner Mitarbeiter in eine andere Sendung wechselt, stellt Wills Chef ohne sein Wissen seine Ex-Freundin Mackenzie MacHale als neue ausführende Produzentin ein. Gemeinsam wagen die beiden einen Neuanfang: Sie setzen sich zum Ziel, eine ganz neue Nachrichtensendung zu etablieren, die sich auf investigativen Journalismus und kritisches Nachhaken in der Tradition der großen amerikanischen Anchors aus der Blütezeit des Fernsehens konzentriert, anstatt den üblichen Sensationsjournalismus zu betreiben. Dabei stehen ihnen jedoch die Unerfahrenheit einiger Mitarbeiter und zunehmend auch die Chefetage der Muttergesellschaft, die auf gute Quoten und die Einnahmen durch Werbekunden angewiesen ist, im Weg.
In der zweiten Staffel hat sich das Team eingespielt. Eine zentrale Rolle nimmt die Operation Genua ein. Durch eine Verkettung unglücklicher Umstände fällt die Redaktion auf falsche Beweise herein und berichtet, dass US-Streitkräfte bei der Befreiung von Geiseln Chemiewaffen eingesetzt hätten. Nachdem das Vertrauen in die Berichterstattung erschüttert ist, wollen McAvoy, MacHale und weitere kündigen, bleiben jedoch letztlich bei dem Sender. Am Ende der zweiten Staffel kommen sich mehrere Figuren näher.
Die dritte und letzte Staffel dreht sich um die Veröffentlichungen der Whistleblowerin Lilly Hart, die von Neal Sampat bei der Veröffentlichung unterstützt wird und deren Identität vom gesamten Cast geschützt wird. Weiterhin wird das Thema Edward Snowden erwähnt.

## Produktion
Im Januar 2011 bestellte HBO eine Pilotfolge der Serie, die damals unter dem Projekttitel More As the Story Develops produziert wurde.
Nach zwei ausgestrahlten Episoden verlängerte HBO die Serie um eine zweite Staffel. Nachdem Jeff Daniels am 3. September 2013 über seinen Twitter-Account die Verlängerung um eine dritte Staffel bekannt gab, erklärte HBO kurze Zeit später, dass man sich noch in Gesprächen mit Aaron Sorkin befinden würde. Mitte Januar 2014 wurde die dritte und letzte Staffel offiziell angekündigt.
Die Serie thematisiert häufig reale Ereignisse aus den Jahren 2010 bis 2012, so beispielsweise die Deepwater-Horizon-Katastrophe, die Tötung von Osama bin Laden oder die Präsidentschaftswahl in den Vereinigten Staaten 2012 aus Sicht der – fiktiven – Nachrichtenredaktion.

## Besetzung und Synchronisation
Die deutsche Synchronisation entsteht nach einem Dialogbuch und unter der Dialogregie von Stephan Hoffmann durch die Synchronfirma Cinephon Filmproduktions GmbH in Berlin.
| Rollenname       | Schauspieler/in    | Hauptrolle | Synchronsprecher/in |
| ---------------- | ------------------ | ---------- | ------------------- |
| Will McAvoy      | Jeff Daniels       | 1.01–3.06  | Wolfgang Condrus    |
| MacKenzie McHale | Emily Mortimer     | 1.01–3.06  | Katrin Zimmermann   |
| Jim Harper       | John Gallagher Jr. | 1.01–3.06  | Ricardo Richter     |
| Maggie Jordan    | Alison Pill        | 1.01–3.06  | Manja Doering       |
| Don Keefer       | Thomas Sadoski     | 1.01–3.06  | Markus Pfeiffer     |
| Neal Sampat      | Dev Patel          | 1.01–3.06  | Julius Jellinek     |
| Charlie Skinner  | Sam Waterston      | 1.01–3.06  | Freimut Götsch      |
| Sloan Sabbith    | Olivia Munn        | 1.02–3.06  | Maria Koschny       |

In einer Nebenrolle (10 Folgen) ist Jane Fonda als Leona Lansing, CEO von Atlantis World Media (AWM), die Muttergesellschaft von Atlantis Cable News (ACN) zu sehen.

## Ausstrahlung
Vereinigte Staaten
Die Premiere der Serie in den USA erfolgte am 24. Juni 2012 auf dem Kabelsender HBO. Die Pilotepisode erreichte 2,1 Millionen Zuschauer und gehört damit zu einer der besten Premieren des Senders in den letzten Jahren. Die restlichen neun Episoden der ersten Staffel wurden bis zum 26. August 2012 gezeigt. Im Durchschnitt erreichten die Episoden der ersten Staffel 1,95 Millionen Zuschauer und ein Zielgruppen-Rating von 0,9 Prozent. Eine neunteilige zweite Staffel war bei HBO vom 14. Juli bis 15. September 2013 zu sehen. Die Einschaltquoten der zweiten Staffelpremiere lagen mit 2,2 Millionen Zuschauer leicht über denen der vorherigen Staffelpremiere, im staffelgesamten Durchschnitt schnitt die Staffel aber mit 1,79 Millionen und einem Rating von 0,8 etwas schlechter ab. Die sechsteilige dritte und letzte Staffel wurde zwischen dem 9. November und dem 14. Dezember 2014 bei HBO ausgestrahlt. Mit durchschnittlich 1,34 Millionen Zuschauern und einem Rating von 0,5 war sie die reichweitenschwächste Staffel.
Deutschsprachiger Raum
Für den deutschsprachigen Raum hat sich der Bezahlfernsehsender Sky die Rechte für eine Ausstrahlung in Deutschland und Österreich gesichert. Dort war die Ausstrahlung der ersten Staffel auf dem Sender Sky Atlantic HD vom 22. November bis zum 20. Dezember 2012 wahlweise in synchronisierter Fassung und Originalfassung zu sehen. Die deutschsprachige Ausstrahlung der zweiten Staffel fand vom 15. September bis 10. November 2013 ebenfalls bei diesem Sender statt. Die sechsteilige dritte Staffel wurde vom 16. Januar 2015 bis zum 20. Februar 2015, ausgestrahlt.
In Deutschland konnte man die ersten beiden Staffeln bereits kurz nach der US-Ausstrahlung über die Dienste Sky Go und Sky Anytime in der Originalsprache mitverfolgen.

## Auszeichnungen (Auswahl)

### 2013
- Gewonnen:
  - Emmy – Bester Hauptdarsteller in einer Dramaserie – Jeff Daniels

- Nominierungen:
  - Golden Globe – Beste Dramaserie
  - Golden Globe – Bester Hauptdarsteller in einer Dramaserie – Jeff Daniels

### 2014
- Nominierungen:
  - Emmy – Bester Hauptdarsteller in einer Dramaserie – Jeff Daniels
  - Emmy – Beste Gastdarstellerin in einer Dramaserie – Jane Fonda